# 자피어땃쥐
자피어땃쥐(Crocidura zaphiri)는 땃쥐과에 속하는 포유류의 일종이다. 에티오피아와 케냐에서 발견된다. 자연 서식지는 아열대 또는 열대 기후 지역의 건조림과 습윤 저지대 숲이다.